# Эдлидаэй
Эдлидаэй (исл. Elliðaey, иногда упоминаемый как Ellirey) — третий по величине остров исландского архипелага Вестманнаэйяр.

## Характеристика
Эдлидаэй расположен в Атлантическом океане и входит в группу Вестманских островов. Имеет площадь примерно 0,45 квадратных километров. Расположен в северо-восточной части архипелага Вестманнаэйяр. Самая высокая точка расположена на высоте 145 метров над уровнем моря. Остров расположен на юге Исландии.
Остров имеет нетипичную форму и напоминает горку с крутым скатом.

## История
Остров Эдлидай образовался 5—6 тысяч лет назад в результате извержения вулкана.

## Флора и фауна
Животный мир представлен большой популяцией тупиков.

## Население
С XVIII века на острове проживало пять семей, занимавшихся рыболовством, охотой на тупиков и разведением скота. Ввиду экономической непрактичности острова численность населения неуклонно снижалась, и в 1930-х годах последние обитатели покинули остров.

## Достопримечательности
На острове находится всего лишь один дом, который был построен в 1953 году. В доме есть сауна. Его используют для проживания охотники из местной ассоциации, которые приезжают на остров, чтобы поохотиться на тупиков.

## Галерея

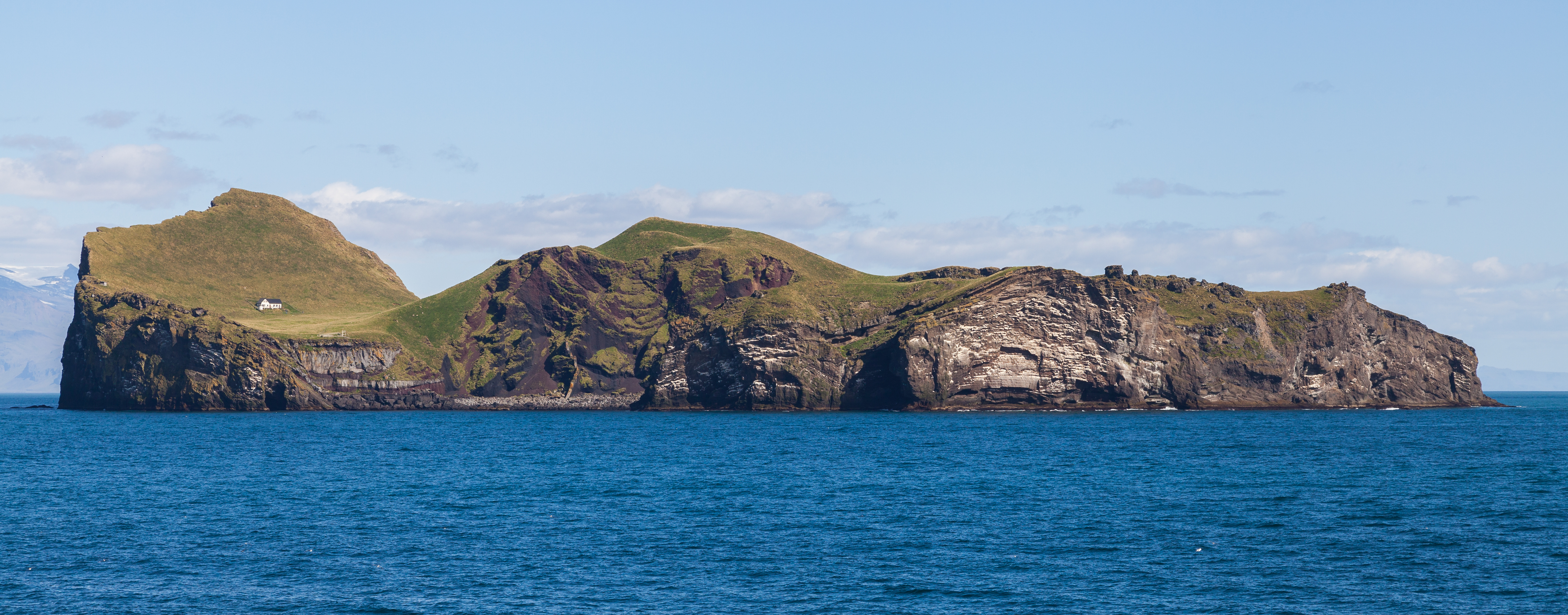
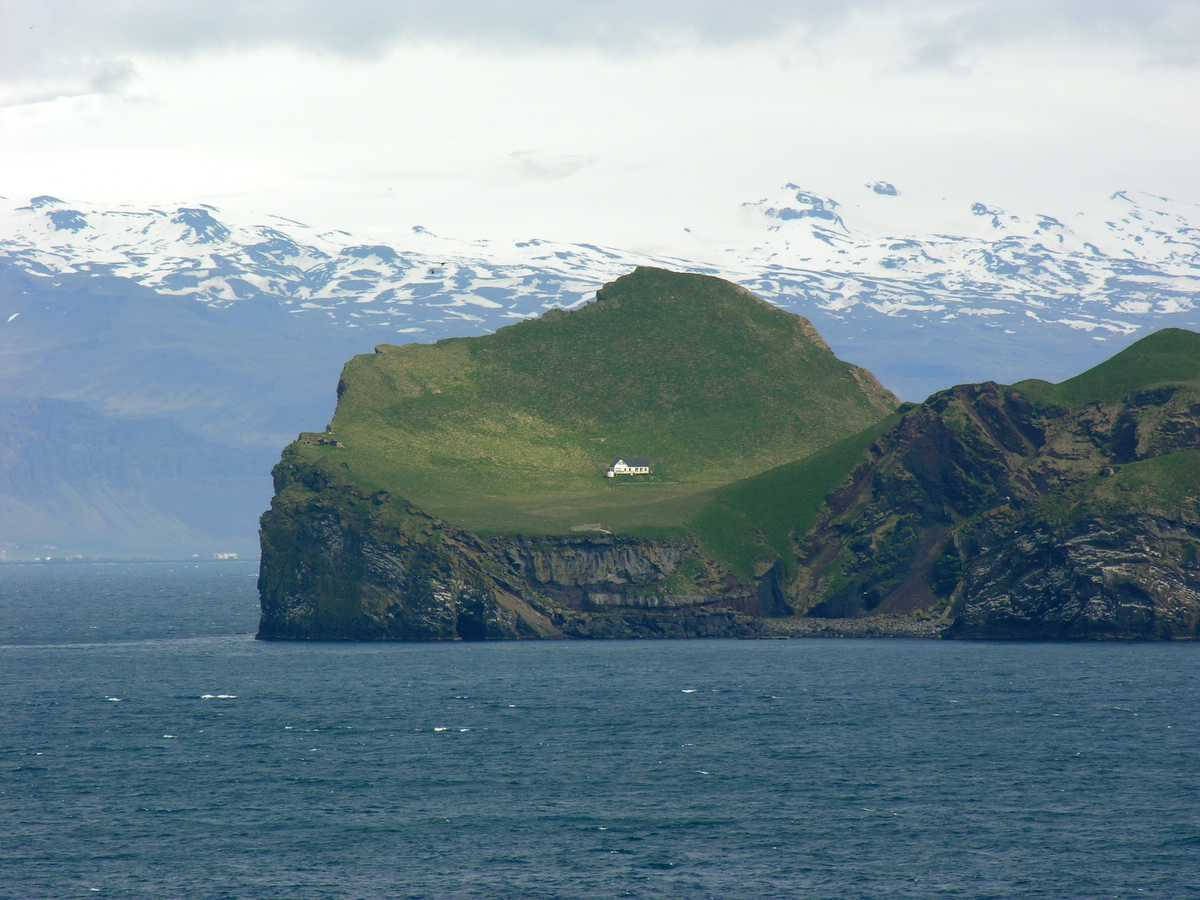
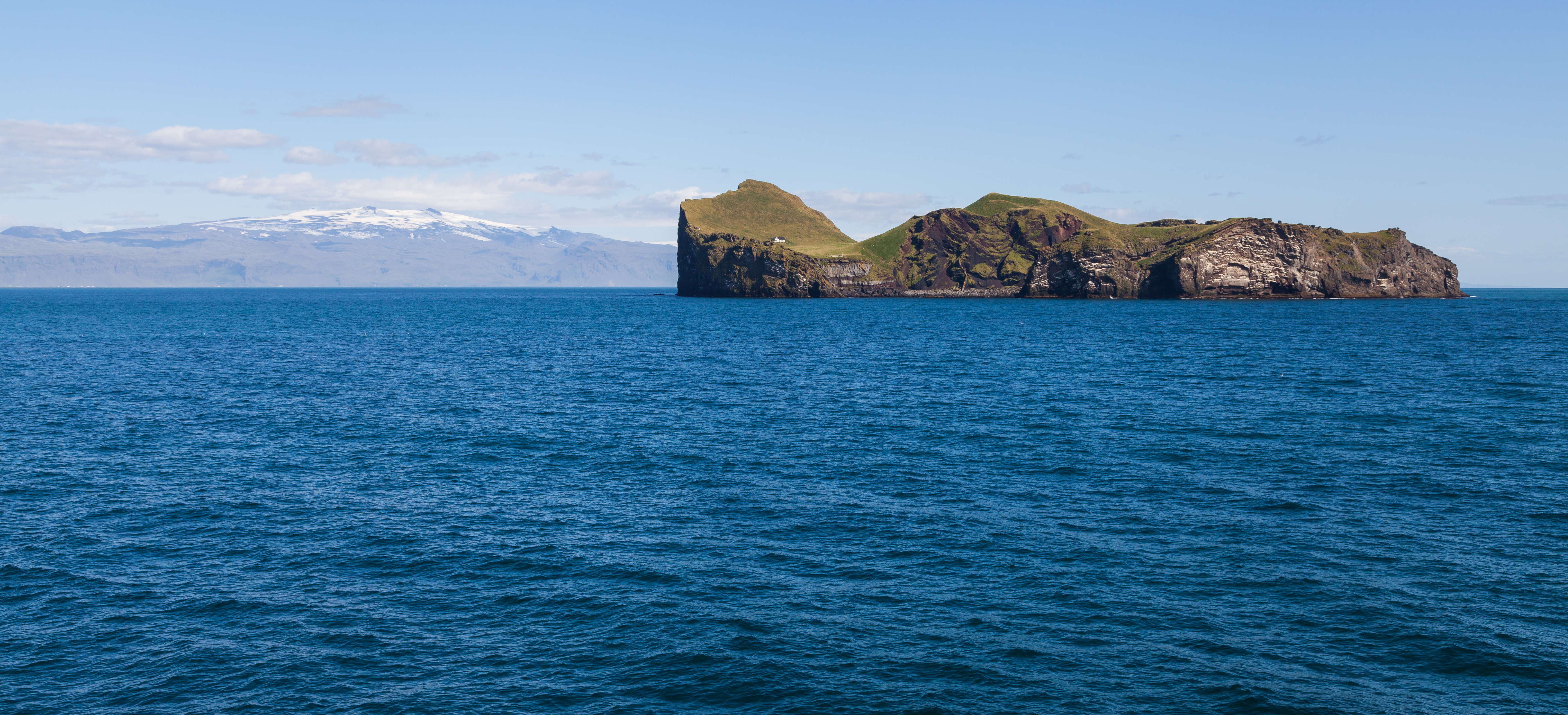
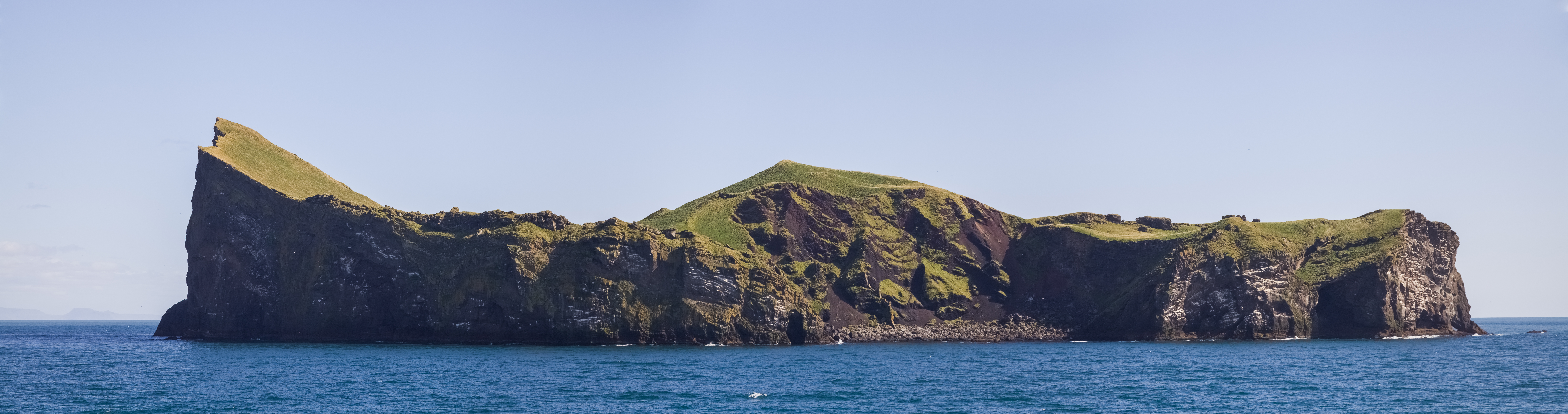